# Booz Allen Hamilton
Booz Allen Hamilton, «Буз Аллен Хэмилтон» — американская консультационная компания, работающая в сферах информационных технологий, аналитики и проектных работ. На контракты с правительством США (Министерство обороны, Разведывательное сообщество, Министерство внутренней безопасности и др.) приходится 97 % выручки. Неофициально называлась самой прибыльной шпионской организацией в мире.
В числе крупнейших компаний США по размеру выручки в 2022 году (список Fortune 500) Booz Allen Hamilton заняла 436-е место. По объёму продаж товаров и услуг военного назначения (на которые приходится 66 % выручки) компания в 2021 году занимала 22-е место в мире.

## История

Джордж Фрай, Эдвин Буз, Карл Хэмилтон и Джеймс Аллен (между 1936 и 1942 годом)

Компанию основал в 1914 году в Чикаго Эдвин Буз (Edwin G. Booz) под названием Business Research and Development Company («Компания исследования и развития бизнеса»). Компания проводила исследования и расследования для коммерческих и торговых предприятий, её клиентами были такие компании, как Goodyear Tire and Rubber Company, Union Stockyards and Transit Company, Canadian & Pacific Railroad. В 1925 году в компании появился новый партнёр, Джордж Фрай (George Fry), в 1929 году — Джеймс Аллен (James L. Allen), в 1936 году — Карл Хэмилтон (Carl Hamilton). Таким образом компания была реорганизована в партнёрство Booz, Fry, Allen & Hamilton.
В 1940 году компания открыла офис в Нью-Йорке и получила первый крупный контракт от Министерства обороны США на оценку готовности военно-морских сил к большой войне. В декабре 1942 года Фрай вышел из партнёрства, поскольку не одобрял участия компании в правительственных заказах; название компании было изменено на Booz Allen & Hamilton. В середине 1940-х годов в Лос-Анджелесе был открыт третий офис, Хэмильтон умер, а Буз отошёл от дел, и компанию возглавил Аллен. Крупными клиентами этого периода были S.C. Johnson & Son, Inc., Radio Corporation of America и National Broadcasting Company, также продолжилось сотрудничество с Министерством обороны, в частности организация производства управляемых ракет. В 1953 году Booz Allen получила первый зарубежный контракт (обновление земельного кадастра для правительства Филиппин), вскоре были получены контракты в Египте и Италии. В 1955 году частью сотрудников компании была создана отдельная структура Booz Allen Applied Research, Inc. (BAARINC), которая начала вести разведывательную деятельность, её первым заданием стала оценка производства ракет в СССР. К концу 1950-х годов число партнёров в Booz Allen достигло 60, общий персонал составлял 500 человек, к этому времени компания успела поработать с тремя четвертями крупных компаний страны, двумя третями правительственных ведомств и рядом некоммерческих организаций.
В 1962 году Booz Allen была из партнёрства преобразована в частную корпорацию, её президентом стал Чарли Боуэн (Charlie Bowen); Аллен оставался председателем до 1970 года. Вскоре были куплены компании Designers for Industry и Foster D. Snell Laboratory, новыми клиентами стали IBM, Abbott Laboratories, United Airlines и Министерство внутренних дел. Зарубежные контракты охватывали такие страны и регионы, как Великобритания, ФРГ, Скандинавия, Аргентина, Венесуэла, Алжир, Иран и Саудовская Аравия.
В январе 1970 года Booz Allen стала публичной компанией, проведя размещение своих акций на бирже, однако уже в 1976 году выкупила свои акции и вновь стала публичной лишь в 2010 году. В начале 1970-х годов было куплено несколько других консультационных фирм. В 1972 году было открыто отделение в Японии. К 1976 году выручка компании достигла 100 млн долларов. В 1978 году BAARINC сменила название на Public Management & Technology Center (PMTC). В конце 1970-х годов компания проводила оценку телекоммуникационного рынка для AT&T и разработала прототип муниципальной компьютерной информационной системы для города Уичито (штат Канзас). В последующие годы телекоммуникационные системы и информационная безопасность стали одними из основных направлений работы Booz Allen. В других отраслях компания разработала программу спасения Chrysler от банкротства и составила стратегию выхода HSBC на рынок США через покупку банка Marine Midland.
В 1991 году была куплена калифорнийская компания Advanced Decision Systems, специализировавшаяся в области искусственного интеллекта. В 1993 году Агентство США по международному развитию поручило компании разработать стратегию участия американских компаний в приватизации предприятий в странах бывшего Советского Союза.
В 2008 году подразделение коммерческих консультаций было реорганизовано в самостоятельную компанию Booz & Company, вскоре поглощённую PricewaterhouseCoopers.
В 2011 году серверы компании были взломаны хакерской сетью «Анонимус» и секретная информация была выложена в открытый доступ.
В 2013 и 2016 году сотрудники компании стали источниками утечки секретной информации. В первом случае Эдвард Сноуден передал средствам массовой информации материалы о программе PRISM. Во втором случае у Харолда Мартина (англ.) было обнаружено 50 терабайт информации, скопированных у Агентства национальной безопасности.

## Собственники и руководство
Акции компании котируются на Нью-Йоркской фондовой бирже. Крупнейшим акционером является The Carlyle Group.
Хорейшио Розански (англ., род. в 1968 году в Аргентине) — президент и главный исполнительный директор с 2015 года. В компании с 1992 года.

## Деятельность
Основные направления деятельности:
- Аналитика — разработка систем для обработки информации, в частности с применением искусственного интеллекта и машинного обучения.
- Цифровые технологии — разработка, проектирование и установка информационных систем.
- Проектирование — проектирование и модернизация промышленных объектов.
- Информационная безопасность — предотвращение взлома информационных систем.
- Консультации — консультации по стратегии развития, трудовым ресурсам, внедрению передовых технологий и по другим вопросам.